# マイラ・ロザレス
マイラ・リズ・ベス・アナロサ・ロザレス（Mayra Rosales、1980年11月6日 - ）は、現存する女性で最も体重が重いことで知られるアメリカ人女性。最重量時の体重は470kg。 2008年3月、姉が2歳の甥を殺害した罪で刑務所に収監され、ロザレスが虚偽の自白をしたことで一躍脚光を浴びた。当時、面倒を見てくれる親がいなかった姉の子供たちの親権を得るために、彼女は人生を取り戻すことを決意した。

## 2008年の事件
2008年3月18日、テキサス州ラ・ホーヤで、エリセオ・ロザレス・ジュニアが呼吸困難と頭部重傷で病院に運ばれ、後に死亡した。叔母のマイラ・リズ・ベス・アナロサ・ロザレスは殺人容疑で逮捕された。ロサレスは当初、甥の死の責任を取り、子供を抱き上げようとして右手が滑り、転んで誤って潰してしまったと主張した。しかし、医療スタッフはすぐにエリセオの死因が大量の鈍器による外傷であることを突き止め、ロザレスの自白に疑問を投げかけた。エリセオの母親でマイラ・ロザレスの姉であるハイメ・リー・ロザレスも、傷害致死罪と保護責任者遺棄罪で逮捕された。

## 後発事象および裁判
公判までの間に、エリセオの傷はロザレスが倒れたものとは矛盾し、激しい殴打の後、頭部外傷で死亡したと判断された。ロサレスは身体が動かないため、エリセオを死に至らしめたような怪我を負わせることは不可能であった。殺人罪の公判で、マイラ・ロサレスは、ロサレスがエリセオをネグレクトし、定期的に身体的虐待を加えていると非難した姉を守るために、自分の話をでっち上げたことを明らかにした。この事件では、ジェイミー・リーは食事を拒否したエリセオをヘアブラシで殴った。救急隊員が到着すると、ロサレスは甥に怪我を負わせた責任を取ることに同意した。当時ロサレスは、自分の身体状態からして生きる理由はなく、そのため投獄されようが、あるいは死刑宣告を受けようが、他に世話すべき子供がいる姉にとってはそれほど大きな損失にはならないと考えていた。
メイラがついに真実を明かしたとき、姉のジェイミー・リー・ロザレスは国外に逃亡した。メイラの事件を扱ったドキュメンタリー映画の制作中にアメリカのメディアが契約した私立探偵が、ジェイミー・リーをメキシコのベラクルスまで追跡した。彼女は2年半の逃亡生活の後、テキサスに戻った 。彼女はエリセオを死に至らしめた罪で懲役15年を言い渡された。ジェイミーは2025年に釈放される。

## その後の展開
甥の死と激太りが発覚したことで、ロサレスはメディアの熱い注目を浴びるようになった。このとき、2年間ベッドから離れなかったロサレスは、世間と関わることに消極的だった。妹が逮捕され、有罪判決を受けた後、ロサレスは妹の残された子供たちの親権を取ることに興味を示したが、寝たきりのまま子供たちの面倒を見るのは体力的に無理だと悟った。数多くの減量専門医が手を差し伸べ、援助とサポートを申し出た。
2012年、アメリカのテレビ局TLCが「ハーフトンキラー？」を放映した。これは後にイギリスの放送局チャンネル4でも放映され、その中でロザレスは体重に関する問題を解決するためにユナン・ノウザラダン医師の治療を受けていたことが明らかになった。彼女はノウザラダンのヒューストン・クリニックに入院し、そこで医師の監視のもと、胃バイパス手術を受けることを見越して450ポンドの減量に成功した。
2013年、ロサレスはスペイン語のテレビ番組『Sábado Gigante』で、体重を約362キロ落とし、妹の子供の親権を受け取り、現在は恋愛関係にあると発言した。彼女は2012年にもアンダーソン・クーパーに出演し、自身の変化について語った 。ドクター・オズ」にも出演している。
現在、ロサレスはテキサス州サリバン・シティで静かに暮らしている。現在はカルロス・デ・ラ・ロサと結婚。2016年から結婚している。